# Viditelná menšina
Viditelné menšiny (angl. visible minorities) je označení pro příslušníky jiných než majoritních ras v rámci daného státu. Pojem je používán v Kanadě (pro příslušníky jiných ras než jsou bílá a aborginské) a částečně i ve Velké Británii. 